# Cheile Nerei - Beușnița (sit SCI)
Cheile Nerei - Beușnița este o arie protejată (sit de importanță comunitară — SCI) din România, desemnată în scopul protejării biodiversității și menținerii într-o stare de conservare favorabilă a florei spontane și faunei sălbatice, precum și a habitatelor naturale de interes comunitar aflate în arealul zonei de protecție. Aceasta se întinde pe o suprafață de 37.720,9 ha, integral pe uscat.

## Localizare
Situl se întinde pe teritoriile administrative ale orașelor Anina și Oravița și pe cele ale comunelor Bozovici, Cărbunari, Ciclova Română, Ciuchici, Dalboșeț, Lăpușnicu Mare, Naidăș, Șopotu Nou, Sasca Montană și Socol din județul Caraș-Severin. Centrul sitului Cheile Nerei - Beușnița este situat la coordonatele 44°56′28″N 21°50′02″E / 44.941153°N 21.833836°E.

## Înființare
Situl Cheile Nerei - Beușnița (ROSCI002531) a fost declarat sit de importanță comunitară în decembrie 2007 pentru a proteja specii din flora spontană și fauna sălbatică a României. Situl se suprapune parțial cu aria de protecție avifaunistică Cheile Nerei - Beușnița și include ariile naturale: Cheile Nerei, Cheile Șușarei, Ducin, Izvorul Bigăr, Lisovacea, Parcul Național Semenic - Cheile Carașului, Parcul Național Cheile Nerei - Beușnița și Parcul Natural Porțile de Fier.

## Biodiversitate
Situată în ecoregiunea continentală din bazinul mijlociu al râului Nera și cursul pârâului Beu, aria protejată conține 24 habitate naturale: Râuri alpine și vegetația herbacee de pe malurile lor, Cursuri de apă din pajiștile montane cu vegetația de Ranunculion fluitantis și Callitricho-Batrachian, Tufișuri subcontinentale peri-panonice, Pajiști rupicole calcaroase sau bazofile cu Alysso-Sedion albi, Pajiști panonice de stâncării (Stipo-festucetalia palentis), Pajiști uscate seminaturale și faciesuri de acoperire cu tufișuri pe substrat calcaros (situri importante pentru orhidee), Pajiști stepice subpanonice, Asociații de lizieră cu ierburi înalte hidrofile de la nivelul câmpiilor până la nivel montan și alpin, Izvoare petrifiante cu formare de travertin (Cratoneurion), Grohotiș calcaros și de șisturi calcaroase ale etajelor montane până la cele alpine (Thlaspietea rotundifolii), Grohotișuri medioeuropene calcaroase ale etajelor montane, 	Pante stâncoase calcaroase cu vegetație chasmofitică, Grote neexploatate turistic, Păduri tip Luzulo-Fagetum, Păduri tip Asperulo-Fagetum, Păduri medioeuropene tip Cephalanthero-Fagion, Stejăriș cu Galio-Carpinetum, Păduri de pantă, grohotiș sau ravene cu Tilio-Acerion, Păduri aluviale cu Alnus glutinosa și Fraxinus excelsior (Alno-Padion, Alnion nicanae, Salicion albae), Păduri ilirice de Fagus sylvatica (Aremonio-Fagion), Păduri ilirice de stejar cu carpen (Erythronio - Carpinion), Păduri panonice-balcanice de stejar turcesc, Păduri dacice de fag (Symphyto-Fagion) și Păduri dacice de stejar și carpen.
La baza desemnării sitului se află o orhidee din specia Himantoglossum jankae și 42 specii faunistice protejate la nivel european sau aflate pe lista roșie a IUCN; astfel:
- mamifere (16): urs brun (Ursus arctos), lup cenușiu (Canis lupus), râs eurasiatic (Lynx lynx), vidra de râu (Lutra lutra)[4], liliac cârn (Barbastella barbastellus), liliacul cu aripi lungi (Miniopterus schreibersi), liliacul cu urechi mari (Myotis bechsteini), liliacul cu urechi de șoarece (Myotis blythii), liliacul cu picioare lungi (Myotis capaccinii),  liliacul comun (Myotis myotis), liliacul de iaz (Myotis dasycneme), liliacul cărămiziu (Myotis emarginatus), liliacul cu potcoavă a lui Blasius (Rhinolophus blasii), liliacul mediteranean (Rhinolophus euryale), liliacul mare cu potcoavă (Rhinolophus ferrumequinum), liliacul mic cu potcoavă (Rhinolophus hipposideros);
- amfibieni (1): buhaiul de baltă cu burtă galbenă (Bombina variegata);
- pești (11): avat (Aspius aspius), mreană balcanică (Barbus balcanicus), fâsă mare (Cobitis elongata), zglăvoacă (Cottus gobio), chișcar (Eudontomyzon danfordi), boarță (Rhodeus amarus), porcușor de nisip (Romanogobio kesslerii), porcușor de vad (Romanogobio uranoscopus), porcușor de șes (Romanogobio vladykovi), câră (Sabanejewia balcanica), fusar (Zingel streber);
- nevertebrate (14): racul de ponoare (Austropotamobius torrentium), scoică-mică-de-râu (Unio crassus), albilița portocalie  (Coenagrion ornatum), calul-dracului (Cordulegaster heros), fluturele flitirar (Euphydryas maturna), fluturele vărgat (Euplagia quadripunctaria), rădașcă (Lucanus cervus), croitorul cenușiu al stejarului (Morimus funereus), fluturele țestos (Nymphalis vaualbum), o libelulă din specia Ophiogomphus cecilia, cosașul transilvan (Pholidoptera transsylvanica), gândacul sihastru (Osmoderma eremita), croitorul alpin (Rosalia alpina) și un cărăbuș din specia Carabus variolosus.[2]

Pe lângă speciile protejate aflate la baza desemnării sitului, pe teritoriul acestuia au mai fost identificate 91 specii din flora spontană și fauna sălbatică a României.